# Leptochilus habyrganus
Leptochilus habyrganus är en stekelart som beskrevs av Kurzenko 1977. Leptochilus habyrganus ingår i släktet Leptochilus och familjen Eumenidae. Inga underarter finns listade i Catalogue of Life.